# 駿河台大学第一幼稚園
駿河台大学第一幼稚園（するがだいだいがくだいいちようちえん）は、東京都調布市国領にある私立幼稚園。

## 概要
埼玉県飯能市に本部がある私立大学、駿河台大学の附属幼稚園である。学校法人駿河台大学によって設置され、駿台グループの一員でもある。
募集人員は、3歳児（年少組）が70名、4歳児（年中組） 及び 5歳児（年長組）が若干名となっている。